# IAMサイクリング
IAMサイクリング (IAM Cycling) は、かつて国際自転車競技連合 (UCI) の主催するUCIプロツアーに参加していた自転車ロードレースのチームの1つである。スイスに本拠を置く。
"IAM"は「アイアム」ではなく「イアム」と発音する。メインスポンサーはスイスの投資運営会社、IAM Independent Asset Management SA。
2013年にUCIプロフェッショナルコンチネンタルチームとして発足した。
2015年、UCIワールドツアーチームに昇格。
2016年、5月に2016年限りでの活動終了が発表された。発表後、皮肉にも同年の全てのグランツールにて勝利するという好成績を残してチームは解散した。

## 主な実績

### 2013年
- パリ・ニース　山岳賞　ヨハン・チョップ
- ツール・ド・ロマンディ　ポイント賞　マティアス・ブランドル

- オーストリア選手権　優勝　マティアス・ブランドル　（タイムトライアル）
- スウェーデン選手権　優勝　グスタヴ・ラーション　（タイムトライアル）
- ラトビア選手権　優勝　アレクセイス・サラモティンス　（ロード）

### 2014年
- ティレーノ～アドリアティコ　区間優勝　マッテーオ・ペルッキ　（第1ステージ）
- ツール・ド・ロマンディ　山岳賞　ヨハン・チョップ
- ツール・ド・スイス　総合2位　マティアス・フランク
- スイス選手権　優勝　マルティン・エルミガー　（ロード）
- フランス選手権　優勝　シルヴァン・シャヴァネル　（タイムトライアル）
- オーストリア選手権　優勝　マティアス・ブランドル　（タイムトライアル）
- GPウエストフランス・プルエー　優勝　シルヴァン・シャヴァネル

### 2015年
- ツール・ド・スイス　山岳賞　シュテファン・デニフル
- オーストラリア選手権　優勝　ハインリッヒ・ハウスラー　（ロード）
- フランス選手権　優勝　ジェローム・コッペル　（タイムトライアル）
- ラトビア選手権　優勝　アレクセイス・サラモティンス　（ロード）

- ツール・ド・ポローニュ　区間優勝　マッテーオ・ペルッキ　（第2,3ステージ）

### 2016年
- ジロ・デ・イタリア　区間優勝　ローガー・クルーゲ　（第17ステージ）
- ツール・ド・スイス　区間優勝　ハルリンソン・パンタノ　（第9ステージ）
- スイス選手権　優勝　ジョナタン・ヒュモー　（ロード）
- オーストリア選手権　優勝　マティアス・ブランドル　（タイムトライアル・ロード）
- ツール・ド・フランス　区間優勝　ハルリンソン・パンタノ　（第15ステージ）
- ブエルタ・ア・エスパーニャ　区間優勝　ヨナス・ヴァンヘネヒテン　（第7ステージ）、マティアス・フランク　（第17ステージ）
- ルターニュ・クラシック　優勝　オリバー・ナーセン

## 歴代陣容
| 2016年陣容                       | 2016年陣容     | 2016年陣容             | 2016年陣容                             | 2016年陣容                   |
| 選手名                           | 国籍           | 生年月日               | 前年所属                               | 翌年所属                     |
| -------------------------------- | -------------- | ---------------------- | -------------------------------------- | ---------------------------- |
| マルセル・アレッゲル             | スイス         | 1990年8月26日（34歳）  |                                        | 引退                         |
| マティアス・ブランドル           | オーストリア   | 1989年12月7日（35歳）  |                                        | トレック・セガフレード       |
| クレマン・シェヴリエール         | フランス       | 1992年6月29日（32歳）  |                                        | AG2R・ラ・モンディアル       |
| ステフ・クレメント               | オランダ       | 1982年9月24日（42歳）  |                                        | ロットNL・ユンボ             |
| ジェローム・コッペル             | フランス       | 1986年8月6日（38歳）   |                                        | 引退                         |
| シュテファン・デニフル           | オーストリア   | 1987年9月20日（37歳）  |                                        | アクア・ブルースポーツ       |
| ドリス・デーヴェナインス         | ベルギー       | 1983年7月22日（41歳）  |                                        | クイックステップ・フロアーズ |
| マルティン・エルミガー           | スイス         | 1978年9月23日（46歳）  |                                        | BMC・レーシング              |
| ゾンドル・ホルスト・エンガー     | ノルウェー     | 1993年12月17日（31歳） |                                        | AG2R・ラ・モンディアル       |
| マティアス・フランク             | スイス         | 1986年12月9日（38歳）  |                                        | AG2R・ラ・モンディアル       |
| ジョナタン・フュモー             | スイス         | 1988年3月7日（37歳）   |                                        | Roth-Akros                   |
| ハインリッヒ・ハウスラー         | オーストラリア | 1984年2月25日（41歳）  |                                        | バーレーン・メリダ           |
| レト・ホレンシュタイン           | スイス         | 1985年8月22日（39歳）  |                                        | カチューシャ・アルペシン     |
| リー・ハワード                   | オーストラリア | 1989年10月18日（35歳） | オリカ・グリーンエッジ                 | アクア・ブルースポーツ       |
| ローガー・クルーゲ               | ドイツ         | 1986年2月5日（39歳）   |                                        | オリカ・グリーンエッジ       |
| ヴェーガル・スターク・ラエンゲン | ノルウェー     | 1989年2月7日（36歳）   | Team Joker-Byggtorget                  | UAEアブダビ                  |
| ピルミン・ラング                 | スイス         | 1984年11月25日（40歳） |                                        | Roth-Akros                   |
| オリバー・ナーセン               | ベルギー       | 1990年9月16日（34歳）  | トップポルトフラーンデレン・バロワーズ | AG2R・ラ・モンディアル       |
| ハルリンソン・パンタノ           | コロンビア     | 1988年11月19日（36歳） |                                        | トレック・セガフレード       |
| シモン・ペロー                   | スイス         | 1992年11月6日（32歳）  |                                        | チーム・イルミネイト         |
| マッテーオ・ペルッキ             | イタリア       | 1989年1月21日（36歳）  |                                        | ボーラ・ハンスグローエ       |
| ビセンテ・レイネス               | スペイン       | 1981年7月30日（43歳）  |                                        | 引退                         |
| アレクセイス・サラモティンス     | ラトビア       | 1982年4月8日（42歳）   |                                        | ボーラ・ハンスグローエ       |
| デービッド・タナー               | オーストラリア | 1984年9月30日（40歳）  |                                        | 未定                         |
| ヨナス・ヴァンヘネヒテン         | ベルギー       | 1986年9月16日（38歳）  |                                        | コフィディス                 |
| ローレンス・ウォーバス           | アメリカ合衆国 | 1990年6月28日（34歳）  |                                        | アクア・ブルースポーツ       |
| マルセル・ウィス                 | スイス         | 1986年6月25日（38歳）  |                                        | 引退                         |
| オリヴァー・ツァウグ             | スイス         | 1981年5月9日（43歳）   | トレック・ファクトリーレーシング       | 引退                         |

| 2015年陣容                   | 2015年陣容     | 2015年陣容             | 2015年陣容                           | 2015年陣容                 |
| 選手名                       | 国籍           | 生年月日               | 前年所属                             | 翌年所属                   |
| ---------------------------- | -------------- | ---------------------- | ------------------------------------ | -------------------------- |
| マルセル・アレッゲル         | スイス         | 1990年8月26日（34歳）  |                                      |                            |
| マティアス・ブランドル       | オーストリア   | 1989年12月7日（35歳）  |                                      |                            |
| シルヴァン・シャヴァネル     | フランス       | 1979年6月30日（45歳）  |                                      | ディレクト・エネルジー     |
| クレマン・シェヴリエール     | フランス       | 1992年6月29日（32歳）  | ヴィッセル・デベロップメント・チーム |                            |
| ステフ・クレメント           | オランダ       | 1982年9月24日（42歳）  | ベルキン・プロサイクリングチーム     |                            |
| ジェローム・コッペル         | フランス       | 1986年8月6日（38歳）   | コフィディス                         |                            |
| トーマ・ドガン               | ベルギー       | 1986年5月13日（38歳）  | ワンティ・グループゴベール           | ワンティ・グループゴベール |
| シュテファン・デニフル       | オーストリア   | 1987年9月20日（37歳）  |                                      |                            |
| ドリス・デーヴェナインス     | ベルギー       | 1983年7月22日（41歳）  | チーム・ジャイアント・シマノ         |                            |
| マルティン・エルミガー       | スイス         | 1978年9月23日（46歳）  |                                      |                            |
| ゾンドル・ホルスト・エンガー | ノルウェー     | 1993年12月17日（31歳） |                                      |                            |
| マティアス・フランク         | スイス         | 1986年12月9日（38歳）  |                                      |                            |
| ジョナタン・フュモー         | スイス         | 1988年3月7日（37歳）   |                                      |                            |
| ハインリッヒ・ハウスラー     | オーストラリア | 1984年2月25日（41歳）  |                                      |                            |
| レト・ホレンシュタイン       | スイス         | 1985年8月22日（39歳）  |                                      |                            |
| ローガー・クルーゲ           | ドイツ         | 1986年2月5日（39歳）   |                                      |                            |
| ピルミン・ラング             | スイス         | 1984年11月25日（40歳） |                                      |                            |
| ハルリンソン・パンタノ       | コロンビア     | 1988年11月19日（36歳） | チーム・コロンビア                   |                            |
| シモン・ペロー               | スイス         | 1992年11月6日（32歳）  | ロス・フェルト                       |                            |
| マッテーオ・ペルッキ         | イタリア       | 1989年1月21日（36歳）  |                                      |                            |
| ジェローム・ピノー           | フランス       | 1980年1月2日（45歳）   |                                      | 引退                       |
| セバスチャン・ライヘンバッハ | スイス         | 1989年5月28日（35歳）  |                                      | FDJ                        |
| ビセンテ・レイネス           | スペイン       | 1981年7月30日（43歳）  |                                      |                            |
| アレクセイス・サラモティンス | ラトビア       | 1982年4月8日（42歳）   |                                      |                            |
| パトリック・シェリング       | スイス         | 1990年5月1日（34歳）   |                                      | Team Vorarlberg            |
| デービッド・タナー           | オーストラリア | 1984年9月30日（40歳）  | ベルキン・プロサイクリングチーム     |                            |
| ヨナス・ヴァンヘネヒテン     | ベルギー       | 1986年9月16日（38歳）  | ロット・ベリソル                     |                            |
| ローレンス・ウォーバス       | アメリカ合衆国 | 1990年6月28日（34歳）  | BMC・レーシングチーム                |                            |
| マルセル・ウィス             | スイス         | 1986年6月25日（38歳）  |                                      |                            |